# ليسوم ماساغاتي
ليسوم ماساغاتي (الاسم العلمي: Illicium masa-ogatae) هو نوع نباتي يتبع جنس الليسوم من فصيلة الشزندرية.